# Paruzzaro
Paruzzaro (Parscé in piemontese) è un comune italiano di 2 159 abitanti della provincia di Novara in Piemonte.

## Geografia fisica
Paruzzaro è un comune collinare del Piemonte orientale che si trova a circa 334 m s.l.m. al confine con Invorio tra il Lago d’Orta e il Lago Maggiore – comune considerato "Porta" del Vergante – e il vicino basso Novarese.

## Origini del nome
L'etimologia del toponimo è assai discussa. Alcuni studiosi accostano Paruzzaro a paluciarius, cioè "palizzata" con riferimento a una probabile origine palafitticola. Altri, invece, rimandano alla voce piemontese parussina, nel significato di "cinciallegra", dando al toponimo il valore di "luogo ricco di cinciallegre".

## Storia

### Origini
Dei primi abitanti di quest'area non sono state recuperate tracce certe, anche se alcuni ritrovamenti evidenziano la presenza preromana e romana. Paruzzaro viene citato per la prima volta in un documento del 1034 d.C., dove viene definito "loco Olegio qui dicitur Paruciaro". Invece, in altri documenti, ha più volte assunto l'appellativo di longobardorum, vista la stretta relazione coi Longobardi. In seguito, una volta passato dai Longobardi ai Franchi, Paruzzaro rientra nel Comitato di Pombia. È documentata in quel periodo la presenza di un castello.

### Il periodo visconteo
Nel Medioevo passò dalla famiglia Da Castello, prima, e ai Conti di Biandrate, poi.
Dalla fine del 1200 fino al 1700, Parruzzaro diventa - insieme a Invorio Maggiore e Superiore, Oleggio Castello, Montrigiasco e Massino Visconti - isola Viscontea e realtà inserita del feudo d'Invorio Maggiore e nella Corte di Massino Visconti.

### I tempi più recenti
Nel 1928 a Paruzzaro sono stati aggregati, come frazioni, gli abitati di Montrigiasco e Oleggio Castello. Tuttavia, nel 1948, Oleggio Castello torna ad essere comune autonomo mentre Montrigiasco nel 1960 diventa frazione di Arona.
 
A differenza del passato, oggi l'agricoltura è praticata da pochi abitanti. Numerose, invece, sono le aziende operanti nei comparti alimentare, chimico, tessile, delle confezioni, delle calzature, del legno, della carta, della lavorazione di articoli in gomma e in plastica.
A Paruzzaro in comune con Oleggio Castello fino al 2007 c'era la sede della Mattel giocattoli, filiale italiana.

### Simboli
Lo stemma e il gonfalone sono stati concessi con DPR del 4 maggio 1983.
Il gonfalone è un drappo partito di rosso e di bianco.

## Monumenti e luoghi d'interesse
- Chiesa parrocchiale di San Siro
- Chiesa di San Marcello, chiesa romanica contenente un importante ciclo di affreschi del XV e XVI secolo
- Le due porte (XIII secolo) di Borgo Agnello, borgo franco che non riuscì ad attrarre abitanti: sorgono a Nord e a Sud della strada Borgomanero-Arona.
- Parchetto

## Società

### Evoluzione demografica
Abitanti censiti

## Geografia antropica

### Frazioni
Il comune di Paruzzaro comprende le frazioni di Borgo Agnello, già parte del comune di Gattico fino al 1878, San Grato e Sant'Eufemia. Durante il fascismo gli erano stati aggregati due comuni, ovvero Oleggio Castello, che ne fu frazione dal 1928 al 1948, anno in cui riacquistò l'autonomia, e Montrigiasco, dal 1960 frazione di Arona.

## Amministrazione
Di seguito è presentata una tabella relativa alle amministrazioni che si sono succedute in questo comune.
| Periodo        | Periodo        | Primo cittadino  | Partito                             | Carica  | Note   |
| -------------- | -------------- | ---------------- | ----------------------------------- | ------- | ------ |
| 1º luglio 1985 | 1º giugno 1990 | Gianni Simonotti | -                                   | Sindaco | [ 14 ] |
| 1º giugno 1990 | 24 aprile 1995 | Gianni Simonotti | Partito Socialista Italiano         | Sindaco | [ 14 ] |
| 24 aprile 1995 | 14 giugno 1999 | Mauro Julita     | centro                              | Sindaco | [ 14 ] |
| 14 giugno 1999 | 14 giugno 2004 | Mauro Julita     | -                                   | Sindaco | [ 14 ] |
| 14 giugno 2004 | 7 giugno 2009  | Ettore Tettoni   | centro                              | Sindaco | [ 14 ] |
| 8 giugno 2009  | 26 maggio 2014 | Mauro Julita     | lista civica                        | Sindaco | [ 14 ] |
| 26 maggio 2014 | 10 giugno 2024 | Mauro Julita     | lista civica: insieme per Paruzzaro | Sindaco | [ 14 ] |
| 10 giugno 2024 | in carica      | Matteo Mora      | lista civica: Insieme per Paruzzaro | Sindaco | [ 14 ] |

## Economia
Nel territorio comunale è presente l'azienda OMS Group, tra i maggiori produttori al mondo di macchine per l'imballaggio di fine linea.